# 카를 아이블
카를 프란츠 아이블(독일어: Karl Franz Eibl, 1891년 7월 23일~1943년 1월 21일)은 오스트리아의 군인이다.
아이블은 소토성 작전 기간이던 1943년 1월 21일에 죽었는데, 그가 탄 지휘 차량을 이탈리아군 병사가 소련군 장갑차로 오인하고 수류탄을 던져서 폭사했다.

## 상훈
- 보병돌격휘장[3]
- 전상장 흑색장(1939년)[3]
- 철십자 2급(1939년 9월 23일), 1급(1939년 11월 5일)[4]
- 곡엽검 기사십자 철십자장[5]
  - 기사십자(1940년 8월 15일)
  - 곡엽 기사십자(1941년 12월 31일)
  - 곡엽검 기사십자(1942년 12월 19일)